# Gabinet Werner-Cravatte
El Gabinet Werner-Cravatte va formar el govern de Luxemburg del 15 de juliol de 1964 al 6 de febrer de 1969. Al llarg del gabinet, el viceprimer ministre va ser Henry Cravatte, en substitució d'Eugène Schaus, que havia estat viceprimer ministre al gabinet Werner-Schaus I. Va ser una coalició entre el Partit Popular Social Cristià (CSV), i el Partit Socialista dels Traballadors (LSAP).
Es va formar després de les eleccions legislatives luxemburgueses de 1964, que va tornar al CSV i al LSAP com els partits primer i segon més majoritaris respectivament en la legislatura. -Curiosament, el LSAP havia rebut més vots que el CSV-.

## Composició

### 15 de juliol de 1964 a 3 de gener de 1967
| Nom   | Nom                 | Partit | Càrrec |
| ----- | ------------------- | ------ | --- |
|       | Pierre Werner       | CSV    | Primer Ministre Ministeri d'Afers Exteriors de Luxemburg\|Ministre d'Afers Exteriors Ministre de Justícia Ministre de Finances |
|       | Henry Cravatte      | LSAP   | Viceprimer Ministre Ministre de l'Interior Ministre de Turisme, Educació Física i Esport                                       |
|       | Émile Colling       | CSV    | Ministre d'Agricultura i Viticultura Ministre de Família, de la Població i la Solidaritat Social                               |
|       | Nicolas Biever      | LSAP   | Ministre de Treball, Seguretat Social, Mines Ministre de Salut Pública                                                         |
|       | Pierre Grégoire     | CSV    | Ministre d'Educació Nacional i Afers Culturals Ministre de Funció Pública                                                      |
|       | Albert Bousser      | LSAP   | Ministre d'Obres Públiques Ministre de Transports                                                                              |
|       | Antoine Wehenkel    | LSAP   | Ministre de Pressupost Ministre d'Economia                                                                                     |
|       | Marcel Fischbach    | CSV    | Ministre per la Classe Mitja Ministre de Defensa Ajudant Ministre Relacions Exteriors                                          |
|       | Jean-Pierre Büchler | CSV    | Secretari d'Estat d'Agricultura i Viticultura                                                                                  |
|       | Raymond Vouel       | LSAP   | Secretari d'Estat de Salut Pública, Treball, Seguretat Social i Mines                                                          |
| Font: |                     |        | |

### 3 de gener de 1967 a 6 de febrer de 1969
| Nom   | Nom                      | Partit | Càrrec                                                                                   |
| ----- | ------------------------ | ------ | ---------------------------------------------------------------------------------------- |
|       | Pierre Werner            | CSV    | Primer Ministre Ministre de Finances i la Funció Pública                                 |
|       | Henry Cravatte           | LSAP   | Viceprimer Ministre Ministre de l'Interior Ministre de Turisme, Educació Física i Esport |
|       | Pierre Grégoire          | CSV    | Ministre de Relacions Exteriors Ministre de Defensa Ministre d'afers Culturals i Religió |
|       | Albert Bousser           | LSAP   | Ministre de Obres Públiques Ministre de Transports                                       |
|       | Antoine Wehenkel         | LSAP   | Ministre de Pressupost Ministre d'Economia                                               |
|       | Antoine Krier            | LSAP   | Ministre de Treball, Seguretat Social i Mines Ministre de Salut Pública                  |
|       | Jean-Pierre Büchler      | CSV    | Ministre d'Agricultura i Viticultura i la Classe Mitja                                   |
|       | Jean Dupong              | CSV    | Ministre de Justícia Ministre d'Educació Nacional i Solidaritat social                   |
|       | Raymond Vouel            | LSAP   | Secretari d'Estat de Salut Pública, Treball, Seguretat Social i Mines                    |
|       | Madeleine Frieden-Kinnen | CSV    | Secretari d'Estat de la Família, Jovent, Població, Salut Pública i Educació Nacional     |
| Font: |                          |        |                                                                                          |